# Toudouni
Toudouni ist ein Dorf in der Landgemeinde Kalfou in Niger.

## Geographie
Das von einem traditionellen Ortsvorsteher (chef traditionnel) geleitete Dorf befindet sich rund 14 Kilometer südwestlich von Kalfou, dem Hauptort der gleichnamigen Landgemeinde, die zum Departement Tahoua in der Region Tahoua gehört. Die im Nordwesten gelegene Regionalhauptstadt Tahoua ist etwa 23 Kilometer entfernt. Toudouni liegt auf einer Höhe von 329 m im unteren Teil des Tals von Keita im Westen der Hochebene Ader Doutchi.

## Bevölkerung
Bei der Volkszählung 2012 hatte Toudouni 5848 Einwohner, die in 932 Haushalten lebten. Bei der Volkszählung 2001 betrug die Einwohnerzahl 4060 in 638 Haushalten und bei der Volkszählung 1988 belief sich die Einwohnerzahl auf 2641 in 438 Haushalten.
Die Dorfbevölkerung gehört mehrheitlich der ethnischen Gruppe der Hausa an.

## Wirtschaft und Infrastruktur
Es gibt zwei Schulen im Ort, von denen eine fest gemauert und eine strohgedeckt ist. Zur Infrastruktur gehört ferner ein einfaches Gesundheitszentrum (case de santé). Im Dorf wird Saatgut für Hirse produziert. Eine Getreidebank wurde in den 1980er Jahren etabliert. Die Niederschlagsmessstation in Toudouni wurde 1987 in Betrieb genommen.